# 三十万人からの奇跡〜二度目のハッピーバースディ〜
『三十万人からの奇跡〜二度目のハッピーバースディ〜』は2008年3月26日にテレビ東京系で放送されたテレビドラマである。大谷貴子著『生きているってシアワセ!』を基に白血病を克服し、日本初の骨髄バンク設立に奮闘する女性を描いた。視聴率6.2%。

## あらすじ
ラジオ局に勤務する直子はある日、歯磨き中に口内から大量の出血をしてしまう。医師の診断の結果、「慢性骨髄性白血病」と診断される。突然の宣告に絶望する直子だが、家族や恋人に励まされ、必死に闘病生活を送る。そんななか、白血病患者の三沢から骨髄バンク設立運動を知り、直子もその運動に参加していく。

## キャスト
- 中川直子：内山理名
- 門脇修史：永井大
- 三沢冴子：東ちづる
- 川上由美：美山加恋
- 中川桂子：原千晶
- 森本佳織：木下あゆ美
- 柿沢医師：中村梅雀
- 直子の夫：大橋一三
- 看護師長：大島蓉子
- 森本百合枝：加賀まりこ
- 田村医師：渡辺いっけい
- 川上妙子：宮崎美子
- 中川智代：竹下景子
- 三沢和夫：内藤剛志

## スタッフ
- 脚本：旺季志ずか
- 演出：中山秀一

## 遅れネット局
- TUTチューリップテレビ（TBS系列） … 2008年8月30日土曜日14:00 - 16:18